# Aeroport de Cuango-Luzamba
L'aeroport de Cuango-Luzamba (codi IATA: LZM, codi OACI: FNLZ) és un aeroport que serveix Cuango-Luzamba a la província de Lunda-Nord a Angola. L'aeroport és conegut per les seves restes no recuperades.